# United Soccer League 2015
Navigation
Édition précédente Édition suivante
La United Soccer League 2015 est la 5e saison de la United Soccer League, le championnat professionnel de soccer d'Amérique du Nord de troisième division. Elle est composée de vingt-quatre équipes (21 des États-Unis et 3 du Canada).

## Contexte
Sept équipes réserves de franchises de Major League Soccer sont créées en USL pour la saison 2015, suivant le chemin tracé en 2014 par le Galaxy de Los Angeles. Ces nouvelles équipes sont le FC Montréal, les New York Red Bulls II, les Portland Timbers 2, le Real Monarchs, les Seattle Sounders FC 2, le Toronto FC II et les Whitecaps FC 2.
Quatre nouvelles franchises indépendantes rejoignent la ligue, à savoir les Aztex d'Austin, les Switchbacks de Colorado Springs, le Saint Louis FC et les Roughnecks de Tulsa. D'un autre côté, les Eagles de Charlotte et les Dutch Lions de Dayton, membres fondateurs de la ligue, se rétrogradent en Premier Development League. Les Eagles transfèrent alors leurs droits de la USL à l'Independence de Charlotte tandis que le Orlando City SC les vend à Louisville City.

## Les vingt-quatre franchises participantes

### Carte
| Battery Independence Kickers Hammerheads Islanders Riverhounds Rhinos Montréal Louisville Saint Louis Toronto FC II Red Bulls II Austin Blues Galaxy II Energy Arizona Republic Timbers 2 Sounders 2 Switchbacks Monarchs Roughnecks Whitecaps 2 |

| - Conférence Ouest - Arizona United SC - Aztex d'Austin - Switchbacks de Colorado Springs - Galaxy II de Los Angeles - Energy d'Oklahoma City - Blues d'Orange County - Timbers 2 de Portland (N) - Real Monarchs (N) - Republic de Sacramento - Sounders 2 de Seattle (N) - Roughnecks de Tulsa - Whitecaps 2 de Vancouver (N) | - Conférence Est - Battery de Charleston - Independence de Charlotte (N) - City Islanders de Harrisburg - Louisville City FC (N) - FC Montréal (N) - Red Bulls II de New York (N) - Riverhounds de Pittsburgh - Kickers de Richmond - Rhinos de Rochester - Saint Louis FC - Toronto FC II (N) - Hammerheads de Wilmington |

### Entraîneurs et capitaines
| Équipe                          | Entraîneur         | Capitaine         | Franchise MLS affiliée ou partenaire |
| ------------------------------- | ------------------ | ----------------- | ------------------------------------ |
| Arizona United SC               | Michael Dellorusso | Carl Woszcsynski  | FC Dallas                            |
| Aztex d'Austin                  | Paul Dalglish      | Kyle Hoffer       |                                      |
| Battery de Charleston           | Michael Anhaeuser  | Jarad vanSchaik   | Dynamo de Houston                    |
| Independence de Charlotte       | Mike Jeffries      | Jorge Herrera     | Rapids du Colorado                   |
| Switchbacks de Colorado Springs | Steve Trittschuh   | Luke Vercollone   |                                      |
| City Islanders de Harrisburg    | Biller Becher      | Nick Noble        | Union de Philadelphie                |
| Galaxy II de Los Angeles        | Curt Onalfo        | Daniel Steres     | Galaxy de Los Angeles                |
| Louisville City FC              | James O'Connor     | Matt Fondy        | Orlando City SC                      |
| FC Montréal                     | Philippe Eulaffroy | Nazim Belguendouz | Impact de Montréal                   |
| Red Bulls II de New York        | John Wolyniec      | Karl Ouimette     | Red Bulls de New York                |
| Energy d'Oklahoma City          | Jimmy Nielsen      | Michael Thomas    | Sporting de Kansas City              |
| Blues d'Orange County           | Olivier Wyss       | Didier Crettenand |                                      |
| Riverhounds de Pittsburgh       | Mark Steffens      | Danny Earls       |                                      |
| Timbers 2 de Portland           | Jay Vidovich       | Blair Gavin       | Timbers de Portland                  |
| Real Monarchs                   | Freddy Juarez      | Lucas Baldin      | Real Salt Lake                       |
| Kickers de Richmond             | Leigh Cowlishaw    |                   | D.C. United                          |
| Rhinos de Rochester             | Bob Lilley         | Tony Walls        | Revolution de la Nouvelle-Angleterre |
| Saint Louis FC                  | Dale Schilly       | James Musa        | Fire de Chicago                      |
| Republic de Sacramento          | Paul Buckle        | Justin Braun      | Earthquakes de San Jose              |
| Sounders 2 de Seattle           | Ezra Hendrickson   | Amadou Sanyang    | Sounders FC de Seattle               |
| Toronto FC II                   | Jason Bent         | Chris Mannella    | Toronto FC                           |
| Roughnecks de Tulsa             | David Irving       | Zac Lubin         |                                      |
| Whitecaps 2 de Vancouver        | Alan Koch          | Tyler Rosenlund   | Whitecaps de Vancouver               |
| Hammerheads de Wilmington       | Carson Porter      | Brian Ackley      | New York City FC                     |

- Partenariat
- Équipe réserve

## Format de la compétition
Les vingt-quatre équipes sont réparties en deux conférences : conférence de l'Ouest (12 équipes) et la conférence de l'Est (12 équipes).
Toutes les équipes disputent vingt-huit rencontres, vingt-deux contre des équipes de leur propre conférence sur un système aller-retour et six rencontres dans le cadre de rivalité locale inter-conférence.
Les six meilleures équipes de chaque conférence sont qualifiées pour les séries. À chaque tour, c'est l'équipe la mieux classée en saison régulière qui accueille son adversaire.
En cas d'égalité, les critères suivants départagent les équipes :
1. Résultats en face à face
2. Nombre de victoires
3. Différence de buts générale
4. Nombre de buts marqués
5. Classement du fair-play
6. Nombre de buts marqués à l'extérieur
7. Différence de buts à l'extérieur
8. Nombre de buts marqués à domicile
9. Différence de buts à domicile
10. Tirage à la pièce

## Saison régulière

### Classements des conférences Ouest et Est
| Rang | Équipe                          | Pts | J  | G  | N | P  | Bp | Bc | Diff |
| ---- | ------------------------------- | --- | -- | -- | - | -- | -- | -- | ---- |
| 1    | Blues d'Orange County           | 47  | 28 | 14 | 5 | 9  | 38 | 34 | +4   |
| 2    | Energy d'Oklahoma City          | 47  | 28 | 13 | 8 | 7  | 44 | 36 | +8   |
| 3    | Switchbacks de Colorado Springs | 46  | 28 | 14 | 4 | 10 | 53 | 35 | +18  |
| 4    | Republic de Sacramento T        | 46  | 28 | 13 | 7 | 8  | 43 | 31 | +12  |
| 5    | Galaxy II de Los Angeles        | 45  | 28 | 14 | 3 | 11 | 39 | 31 | +8   |
| 6    | Sounders 2 de Seattle           | 42  | 28 | 13 | 3 | 12 | 45 | 42 | +3   |
| 7    | Roughnecks de Tulsa             | 39  | 28 | 11 | 6 | 11 | 49 | 46 | +3   |
| 8    | Timbers 2 de Portland           | 35  | 28 | 11 | 2 | 15 | 38 | 45 | -7   |
| 9    | Aztex d'Austin                  | 33  | 28 | 10 | 3 | 15 | 32 | 41 | -9   |
| 10   | Arizona United                  | 32  | 28 | 10 | 2 | 16 | 31 | 55 | -24  |
| 11   | Whitecaps 2 de Vancouver        | 30  | 28 | 8  | 6 | 14 | 39 | 53 | -14  |
| 12   | Real Monarchs                   | 29  | 28 | 7  | 8 | 13 | 32 | 42 | -10  |

| Rang | Équipe                       | Pts | J  | G  | N  | P  | Bp | Bc | Diff |
| ---- | ---------------------------- | --- | -- | -- | -- | -- | -- | -- | ---- |
| 1    | Rhinos de Rochester          | 61  | 28 | 17 | 10 | 1  | 40 | 15 | +25  |
| 2    | Louisville City FC           | 48  | 28 | 14 | 6  | 8  | 55 | 34 | +21  |
| 3    | Battery de Charleston        | 46  | 28 | 12 | 10 | 6  | 43 | 28 | +15  |
| 4    | Red Bulls II de New York     | 42  | 28 | 12 | 6  | 10 | 46 | 45 | +1   |
| 5    | Riverhounds de Pittsburgh    | 41  | 28 | 11 | 8  | 9  | 53 | 42 | +11  |
| 6    | Kickers de Richmond          | 41  | 28 | 10 | 11 | 7  | 41 | 35 | +6   |
| 7    | Independence de Charlotte    | 40  | 28 | 10 | 10 | 8  | 38 | 35 | +3   |
| 8    | City Islanders de Harrisburg | 39  | 28 | 11 | 6  | 11 | 49 | 53 | -4   |
| 9    | Saint Louis FC               | 33  | 28 | 8  | 9  | 11 | 30 | 40 | -10  |
| 10   | FC Montréal                  | 28  | 28 | 8  | 4  | 16 | 32 | 46 | -14  |
| 11   | Toronto FC II                | 23  | 28 | 6  | 5  | 17 | 26 | 52 | -26  |
| 12   | Hammerheads de Wilmington    | 19  | 28 | 3  | 10 | 15 | 22 | 42 | -20  |

- Champion de la saison régulière et qualification pour les demi-finales de conférence des séries éliminatoires
- Franchise qualifiée pour les demi-finales de conférence des séries éliminatoires
- Franchise qualifiée pour le premier tour des séries éliminatoires

T : Tenant du titre

### Résultats
| Arizona United SC               | OCB | LAG | AUS | OCB | POR | CSS | TUL | AUS | CSS | VAN | SAC | SEA | RMO | POR | OCB | SEA | AUS | AUS | OKC | TUL | LAG | OCB | VAN | LAG | RMO | RMO | OKC | SAC |
| Arizona United SC               | 2–1 | 2–1 | 1–0 | 0–3 | 0–2 | 2–3 | 1–1 | 3–2 | 0–5 | 0–2 | 1–2 | 2–1 | 2–1 | 1–3 | 2–0 | 0–4 | 1–4 | 0–1 | 0–3 | 3–6 | 2–1 | 0–3 | 2–0 | 2–1 | 2–3 | 0–1 | 0–1 | 0–0 |
| Aztex d'Austin                  | CSS | VAN | TUL | AZU | LAG | CSS | OKC | RMO | AZU | TUL | OKC | SAC | POR | TUL | SAC | CSS | RMO | AZU | AZU | POR | OCB | LAG | OCB | OKC | SEA | CSS | SEA | VAN |
| Aztex d'Austin                  | 2–0 | 0–3 | 2–0 | 0–1 | 1–2 | 1–0 | 2–2 | 3–2 | 2–3 | 0–1 | 0–1 | 1–0 | 1–3 | 1–1 | 0–0 | 0–2 | 1–3 | 4–1 | 1–0 | 0–1 | 0–1 | 2–3 | 1–0 | 0–2 | 2–1 | 0–3 | 2–3 | 3–2 |
| Battery de Charleston           | TOR | CLT | HAR | NYR | WIL | RIC | PIT | MON | NYR | CLT | WIL | WIL | RIC | CLT | HAR | ROC | HAR | WIL | TOR | ROC | MON | STL | STL | LOU | RIC | PIT | LOU | CLT |
| Battery de Charleston           | 3–2 | 3–2 | 2–0 | 1–1 | 2–1 | 2–2 | 3–1 | 0–1 | 1–1 | 1–1 | 1–0 | 1–1 | 1–1 | 1–2 | 4–1 | 0–0 | 4–0 | 1–0 | 0–1 | 0–1 | 0–0 | 1–1 | 2–3 | 1–3 | 2–0 | 1–1 | 2–0 | 3–1 |
| Independence de Charlotte       | CHB | WIL | RIC | HAR | LOU | RIC | HAR | CHB | RIC | PIT | CHB | RIC | STL | LOU | ROC | MON | ROC | NYR | NYR | PIT | PIT | MON | TOR | WIL | WIL | TOR | STL | CHB |
| Independence de Charlotte       | 2–3 | 1–1 | 0–3 | 1–1 | 1–0 | 3–0 | 0–2 | 1–1 | 1–2 | 2–1 | 2–1 | 0–0 | 1–2 | 0–1 | 0–0 | 2–0 | 4–2 | 2–2 | 1–1 | 1–1 | 2–1 | 1–0 | 2–2 | 1–0 | 2–2 | 4–1 | 0–2 | 1–3 |
| Switchbacks de Colorado Springs | AUS | OKC | RMO | RMO | AUS | AZU | OCB | AZU | LAG | VAN | POR | RMO | STL | OCB | AUS | TUL | VAN | SEA | LAG | TUL | SAC | SAC | SEA | RMO | POR | AUS | OKC | LAG |
| Switchbacks de Colorado Springs | 0–2 | 1–2 | 1–0 | 5–2 | 0–1 | 3–2 | 1–3 | 5–0 | 1–2 | 3–0 | 3–1 | 2–1 | 1–0 | 5–0 | 2–0 | 1–3 | 2–2 | 1–1 | 2–0 | 0–1 | 1–0 | 3–3 | 2–3 | 1–2 | 1–0 | 3–0 | 3–3 | 0–1 |
| Harrisburg City Islanders       | PIT | CHB | MON | CLT | WIL | NYR | CLT | PIT | TOR | STL | ROC | CHB | WIL | CHB | NYR | NYR | PIT | RIC | RIC | LOU | TOR | ROC | MON | LOU | STL | RIC | MON | PIT |
| Harrisburg City Islanders       | 2–5 | 0–2 | 2–1 | 1–1 | 4–0 | 2–1 | 2–0 | 5–6 | 0–0 | 1–1 | 1–1 | 1–4 | 1–0 | 0–4 | 2–0 | 0–2 | 4–3 | 2–4 | 3–2 | 1–5 | 2–0 | 0–4 | 6–0 | 0–4 | 0–0 | 1–1 | 5–0 | 1–2 |
| LA Galaxy II                    | RMO | SAC | AZU | SAC | AUS | RMO | VAN | TUL | SAC | CSS | OCB | SEA | VAN | OCB | TUL | OKC | SAC | OCB | POR | CSS | OKC | AZU | AUS | SEA | AZU | OCB | POR | CSS |
| LA Galaxy II                    | 0–0 | 2–3 | 1–2 | 1–3 | 2–1 | 1–0 | 2–1 | 2–0 | 0–1 | 2–1 | 2–1 | 0–1 | 2–0 | 3–0 | 4–2 | 1–1 | 4–0 | 1–1 | 1–0 | 0–2 | 0–2 | 1–2 | 3–2 | 1–0 | 1–2 | 1–2 | 0–1 | 1–0 |
| Louisville City FC              | STL | RIC | ROC | PIT | TUL | CLT | WIL | TOR | STL | STL | MON | ROC | NYR | OKC | RIC | CLT | PIT | WIL | TOR | MON | HAR | TUL | CHB | PIT | HAR | NYR | CHB | STL |
| Louisville City FC              | 2–0 | 1–1 | 1–1 | 1–1 | 2–0 | 0–1 | 3–0 | 4–0 | 3–3 | 1–1 | 2–0 | 0–2 | 0–2 | 6–2 | 3–0 | 1–0 | 2–1 | 3–1 | 3–2 | 0–4 | 5–1 | 2–2 | 3–1 | 0–1 | 4–0 | 2–3 | 0–2 | 1–2 |
| FC Montréal                     | TOR | ROC | HAR | RIC | ROC | CHB | NYR | ROC | NYR | LOU | RIC | PIT | WIL | ROC | PIT | STL | TOR | CLT | CHB | LOU | STL | TOR | WIL | CLT | HAR | TOR | NYR | HAR |
| FC Montréal                     | 0–2 | 0–3 | 1–2 | 0–1 | 1–2 | 1–0 | 2–3 | 0–1 | 2–2 | 0–2 | 0–0 | 0–1 | 1–2 | 1–2 | 4–2 | 5–2 | 1–0 | 0–2 | 0–0 | 4–0 | 3–1 | 2–1 | 0–0 | 0–1 | 0–6 | 2–3 | 2–0 | 0–5 |
| New York Red Bulls II           | ROC | TOR | WIL | CHB | RIC | ROC | PIT | HAR | CHB | MON | RIC | MON | WIL | LOU | STL | PIT | HAR | HAR | RIC | STL | CLT | WIL | CLT | TOR | WIL | LOU | MON | ROC |
| New York Red Bulls II           | 0–0 | 4–1 | 0–3 | 1–1 | 0–1 | 0–2 | 3–2 | 1–2 | 1–1 | 3–2 | 2–4 | 2–2 | 1–0 | 2–0 | 4–1 | 0–3 | 0–2 | 2–0 | 4–3 | 2–1 | 2–2 | 2–4 | 1–1 | 2–0 | 2–0 | 3–2 | 0–2 | 2–3 |
| Energy FC d'Oklahoma City       | TUL | CSS | SEA | STL | AUS | SEA | VAN | SAC | AUS | POR | VAN | TUL | SAC | LOU | OCB | LAG | OCB | TUL | STL | AZU | LAG | POR | RMO | AUS | RMO | TUL | CSS | AZU |
| Energy FC d'Oklahoma City       | 1–1 | 2–1 | 2–1 | 1–2 | 2–2 | 1–3 | 2–2 | 2–1 | 1–0 | 2–0 | 2–0 | 2–0 | 1–2 | 2–6 | 0–1 | 1–1 | 2–2 | 1–1 | 0–0 | 3–0 | 2–0 | 4–3 | 1–0 | 2–0 | 0–2 | 1–2 | 3–3 | 1–0 |
| Orange County Blues FC          | AZU | VAN | AZU | SAC | SEA | POR | CSS | TUL | SEA | LAG | LAG | CSS | VAN | OKC | AZU | TUL | OKC | LAG | RMO | RMO | AUS | AZU | AUS | POR | LAG | SEA | VAN | SAC |
| Orange County Blues FC          | 1–2 | 2–0 | 3–0 | 2–1 | 1–2 | 2–0 | 3–1 | 0–1 | 1–1 | 1–2 | 0–3 | 0–5 | 3–2 | 1–0 | 0–2 | 1–4 | 2–2 | 1–1 | 1–0 | 2–1 | 1–0 | 3–0 | 0–1 | 3–1 | 2–1 | 1–0 | 1–1 | 0–0 |
| Riverhounds de Pittsburgh       | HAR | ROC | STL | LOU | TOR | NYR | CHB | RIC | RIC | HAR | STL | CLT | MON | ROC | NYR | TOR | MON | LOU | HAR | WIL | TOR | CLT | CLT | LOU | CHB | WIL | ROC | HAR |
| Riverhounds de Pittsburgh       | 5–2 | 1–2 | 1–1 | 1–1 | 5–1 | 2–3 | 1–3 | 1–1 | 2–1 | 6–5 | 1–1 | 1–2 | 1–0 | 0–1 | 3–0 | 2–0 | 2–4 | 1–2 | 3–4 | 3–0 | 3–1 | 1–1 | 1–2 | 1–0 | 1–1 | 1–1 | 1–1 | 2–1 |
| Portland Timbers 2              | RMO | SAC | RMO | SEA | SAC | AZU | OCB | RMO | SEA | TUL | OKC | CSS | AUS | VAN | SEA | AZU | VAN | VAN | SEA | LAG | AUS | OKC | VAN | TUL | OCB | CSS | SAC | LAG |
| Portland Timbers 2              | 3–1 | 2–1 | 1–1 | 1–2 | 0–3 | 2–0 | 0–2 | 1–1 | 0–2 | 3–1 | 0–2 | 1–3 | 3–1 | 2–3 | 0–2 | 3–1 | 1–2 | 4–2 | 0–2 | 0–1 | 1–0 | 3–4 | 3–1 | 2–0 | 1–3 | 0–1 | 0–3 | 1–0 |
| Real Monarchs                   | LAG | POR | POR | CSS | CSS | LAG | SAC | AUS | POR | VAN | SAC | VAN | CSS | SEA | AZU | SAC | AUS | OCB | OCB | TUL | TUL | OKC | SAC | CSS | SEA | OKC | AZU | AZU |
| Real Monarchs                   | 0–0 | 1–3 | 1–1 | 0–1 | 2–5 | 0–1 | 1–0 | 2–3 | 1–1 | 1–2 | 1–1 | 2–2 | 1–2 | 0–1 | 1–2 | 1–1 | 3–1 | 0–1 | 1–2 | 1–1 | 1–5 | 0–1 | 1–1 | 2–1 | 2–1 | 2–0 | 3–2 | 1–0 |
| Kickers de Richmond             | WIL | LOU | WIL | CLT | NYR | MON | CHB | CLT | PIT | PIT | NYR | CLT | CHB | MON | WIL | CLT | LOU | STL | NYR | HAR | HAR | ROC | TOR | STL | CHB | ROC | HAR | TOR |
| Kickers de Richmond             | 2–2 | 1–1 | 3–0 | 3–0 | 1–0 | 1–0 | 2–2 | 0–3 | 1–1 | 1–2 | 4–2 | 2–1 | 1–1 | 0–0 | 0–0 | 0–0 | 0–3 | 3–1 | 3–4 | 4–2 | 2–3 | 1–1 | 1–2 | 2–0 | 0–2 | 0–0 | 1–1 | 2–1 |
| Rhinos de Rochester             | NYR | PIT | MON | LOU | STL | NYR | MON | TOR | WIL | TOR | MON | LOU | HAR | PIT | CHB | MON | TOR | CLT | CHB | CLT | RIC | WIL | HAR | STL | RIC | PIT | NYR | TOR |
| Rhinos de Rochester             | 0–0 | 2–1 | 3–0 | 1–1 | 1–0 | 2–0 | 2–1 | 1–0 | 1–1 | 0–0 | 1–0 | 2–0 | 1–1 | 1–0 | 0–0 | 2–1 | 2–0 | 0–0 | 1–0 | 2–4 | 1–1 | 2–1 | 4–0 | 2–0 | 0–0 | 1–1 | 3–2 | 2–0 |
| Republic FC de Sacramento       | SEA | LAG | POR | LAG | VAN | POR | OCB | RMO | SEA | LAG | OKC | RMO | AUS | AZU | OKC | TUL | AUS | RMO | LAG | SEA | CSS | CSS | RMO | TUL | VAN | POR | AZU | OCB |
| Republic FC de Sacramento       | 2–4 | 3–2 | 1–2 | 3–1 | 2–0 | 3–0 | 1–2 | 0–1 | 3–0 | 1–0 | 1–2 | 1–1 | 0–1 | 2–1 | 2–1 | 3–1 | 0–0 | 1–1 | 0–4 | 2–0 | 0–1 | 3–3 | 1–1 | 3–1 | 2–1 | 3–1 | 0–0 | 0–0 |
| Saint Louis FC                  | LOU | TUL | PIT | ROC | OKC | WIL | TOR | LOU | LOU | PIT | HAR | CSS | NYR | WIL | CLT | RIC | MON | TOR | OKC | NYR | MON | CHB | CHB | RIC | ROC | HAR | CLT | LOU |
| Saint Louis FC                  | 0–2 | 2–0 | 1–1 | 0–1 | 2–1 | 1–0 | 1–2 | 3–3 | 1–1 | 1–1 | 1–1 | 0–1 | 1–4 | 0–0 | 2–1 | 1–3 | 2–5 | 1–0 | 0–0 | 1–2 | 1–3 | 1–1 | 3–2 | 0–2 | 0–2 | 0–0 | 2–0 | 2–1 |
| Seattle Sounders FC 2           | SAC | VAN | POR | TUL | OKC | VAN | OCB | SAC | OKC | POR | OCB | TUL | LAG | AZU | RMO | POR | VAN | AZU | CSS | POR | SAC | VAN | CSS | LAG | RMO | AUS | OCB | AUS |
| Seattle Sounders FC 2           | 4–2 | 4–0 | 2–1 | 3–4 | 1–3 | 1–1 | 2–1 | 0–3 | 3–1 | 2–0 | 1–1 | 1–5 | 1–0 | 1–2 | 1–0 | 2–0 | 1–3 | 4–0 | 1–1 | 2–0 | 0–2 | 0–3 | 3–2 | 0–1 | 1–2 | 1–2 | 0–1 | 3–2 |
| Toronto FC II                   | CHB | MON | NYR | VAN | PIT | ROC | STL | LOU | ROC | HAR | WIL | PIT | ROC | STL | MON | CHB | LOU | PIT | MON | RIC | HAR | NYR | CLT | MON | CLT | RIC | WIL | ROC |
| Toronto FC II                   | 2–3 | 2–0 | 1–4 | 1–1 | 1–5 | 0–1 | 2–1 | 0–4 | 0–0 | 0–0 | 1–0 | 0–2 | 0–2 | 0–1 | 0–1 | 1–0 | 2–3 | 1–3 | 1–2 | 2–1 | 0–2 | 0–2 | 2–2 | 3–2 | 1–4 | 1–2 | 2–2 | 0–2 |
| Roughnecks FC de Tulsa          | OKC | STL | AUS | SEA | LOU | AZU | LAG | OCB | AUS | POR | SEA | OKC | AUS | SAC | LAG | OCB | CSS | OKC | VAN | VAN | AZU | CSS | RMO | RMO | LOU | POR | SAC | OKC |
| Roughnecks FC de Tulsa          | 1–1 | 0–2 | 0–2 | 4–3 | 0–2 | 1–1 | 0–2 | 1–0 | 1–0 | 1–3 | 5–1 | 0–2 | 1–1 | 1–3 | 2–4 | 4–1 | 3–1 | 1–1 | 4–0 | 1–3 | 6–3 | 1–0 | 1–1 | 5–1 | 2–2 | 0–2 | 1–3 | 2–1 |
| Whitecaps FC 2                  | SEA | AUS | OCB | SAC | TOR | SEA | LAG | OKC | RMO | AZU | RMO | CSS | OKC | LAG | POR | OCB | SEA | POR | CSS | POR | TUL | TUL | SEA | POR | AZU | SAC | OCB | AUS |
| Whitecaps FC 2                  | 0–4 | 3–0 | 0–2 | 0–2 | 1–1 | 1–1 | 1–2 | 2–2 | 2–1 | 2–0 | 2–2 | 0–3 | 0–2 | 0–2 | 3–2 | 2–3 | 3–1 | 2–1 | 2–2 | 2–4 | 0–4 | 3–1 | 3–0 | 1–3 | 0–2 | 1–2 | 1–1 | 2–3 |
| Hammerheads de Wilmington       | RIC | CLT | RIC | NYR | CHB | HAR | STL | LOU | ROC | CHB | CHB | NYR | RIC | MON | TOR | STL | HAR | CHB | LOU | PIT | NYR | ROC | MON | NYR | CLT | CLT | PIT | TOR |
| Hammerheads de Wilmington       | 2–2 | 1–1 | 0–3 | 3–0 | 1–2 | 0–4 | 0–1 | 0–3 | 1–1 | 0–1 | 1–1 | 0–1 | 0–0 | 2–1 | 0–1 | 0–0 | 0–1 | 0–1 | 1–3 | 0–3 | 4–2 | 1–2 | 0–0 | 0–2 | 0–1 | 2–2 | 1–1 | 2–2 |

## Séries éliminatoires

### Règlement
Douze équipes se qualifient pour les séries éliminatoires (soit six équipes par conférence). Le format des séries est une phase à élimination directe. Pour toutes les rencontres, c'est l'équipe la mieux classée en saison régulière qui accueille son adversaire.
Le USL Championship a lieu sur le terrain de la meilleure équipe en phase régulière.
Cette finale se déroule en un seul match, avec prolongations et tirs au but pour départager si nécessaire les équipes.

### Résultats

#### Premier tour

##### Est
| 26 septembre 2015 | Red Bulls II de New York                       | 4 - 2 a. p. | Riverhounds de Pittsburgh      | Red Bull Arena, Harrison                    |                                             |
| 17h00 EDT         | Sanchez 62e · Ouimette 102e 115e · Bedoya 119e | (0 - 1)     | 15e 96e Hunt · 79e, 82e Newman | Spectateurs : 915 Arbitrage : Jaime Herrera | Spectateurs : 915 Arbitrage : Jaime Herrera |
| 17h00 EDT         | Rapport                                        |             |                                | Spectateurs : 915 Arbitrage : Jaime Herrera | Spectateurs : 915 Arbitrage : Jaime Herrera |

| 26 septembre 2015 | Battery de Charleston                     | 2 - 1 a. p. | Kickers de Richmond | MUSC Health Stadium, Charleston                  |                                                  |
| 19h30 EDT         | Kelly 107e · Boyd 109e, 120e · Lasso 114e | (0 - 0)     | 92e (csc) Mueller   | Spectateurs : 3 427 Arbitrage : Matthew Kreitzer | Spectateurs : 3 427 Arbitrage : Matthew Kreitzer |
| 19h30 EDT         | Rapport                                   |             |                     | Spectateurs : 3 427 Arbitrage : Matthew Kreitzer | Spectateurs : 3 427 Arbitrage : Matthew Kreitzer |

##### Ouest
| 25 septembre 2015 | Switchbacks de Colorado Springs | 2 - 0   | Seattle Sounders FC 2 | Sand Creek Stadium, Colorado Springs            |                                                 |
| 19h00 MDT         | González 14e · Greer 22e        | (0 - 0) |                       | Spectateurs : 2 532 Arbitrage : Rosendo Mendoza | Spectateurs : 2 532 Arbitrage : Rosendo Mendoza |
| 19h00 MDT         | Rapport                         |         |                       | Spectateurs : 2 532 Arbitrage : Rosendo Mendoza | Spectateurs : 2 532 Arbitrage : Rosendo Mendoza |

| 26 septembre 2015 | Republic FC de Sacramento | 0 - 1   | LA Galaxy II       | Bonney Field, Sacramento                        |                                                 |
| 19h30 PDT         |                           | (0 - 1) | 13e (pen.) Olivera | Spectateurs : 11 442 Arbitrage : Alex Chilowicz | Spectateurs : 11 442 Arbitrage : Alex Chilowicz |
| 19h30 PDT         | Rapport                   |         |                    | Spectateurs : 11 442 Arbitrage : Alex Chilowicz | Spectateurs : 11 442 Arbitrage : Alex Chilowicz |

#### Demi-finales de conférence

##### Est
| 3 octobre 2015 | Rhinos de Rochester | 2 - 0   | Red Bulls II de New York | Sahlen's Stadium, Rochester                |                                            |
| 19h05 EDT      | dos Santos 48e 69e  | (0 - 0) | 22e Plewa                | Spectateurs : 6 378 Arbitrage : Greg Dopka | Spectateurs : 6 378 Arbitrage : Greg Dopka |
| 19h05 EDT      | Rapport             |         |                          | Spectateurs : 6 378 Arbitrage : Greg Dopka | Spectateurs : 6 378 Arbitrage : Greg Dopka |

| 3 octobre 2015 | Louisville City FC | 2 - 0 a. p. | Battery de Charleston | Louisville Slugger Field, Louisville         |                                              |
| 19h30 EDT      | Fondy 107e 117e    | (0 - 0)     |                       | Spectateurs : 8 517 Arbitrage : Luis Guardia | Spectateurs : 8 517 Arbitrage : Luis Guardia |
| 19h30 EDT      | Rapport            |             |                       | Spectateurs : 8 517 Arbitrage : Luis Guardia | Spectateurs : 8 517 Arbitrage : Luis Guardia |

##### Ouest
| 4 octobre 2015 | Energy FC d'Oklahoma City      | 2 - 2 a. p.       | Switchbacks de Colorado Springs                     | Taft Stadium, Oklahoma City                    |                                                |
| 18h00 CDT      | Sanchez 45e · Doue 98e         | (1 - 1)           | 6e Vercollone · 105e King                           | Spectateurs : 6 370 Arbitrage : Rubiel Vazquez | Spectateurs : 6 370 Arbitrage : Rubiel Vazquez |
| 18h00 CDT      | Rapport                        |                   |                                                     | Spectateurs : 6 370 Arbitrage : Rubiel Vazquez | Spectateurs : 6 370 Arbitrage : Rubiel Vazquez |
| 18h00 CDT      | König · Evans · Thomas · Ryden | Tirs au but 4 - 3 | Vercollone · Maybin · Robinson · Hoffman · González | Spectateurs : 6 370 Arbitrage : Rubiel Vazquez | Spectateurs : 6 370 Arbitrage : Rubiel Vazquez |

#### Finales de conférence

##### Est
| 10 octobre 2015 | Rhinos de Rochester                 | 1 - 0   | Louisville City FC | Sahlen's Stadium, Rochester                      |                                                  |
| 19h05 EDT       | Apostolopoulos 21e · dos Santos 83e | (1 - 0) |                    | Spectateurs : 5 561 Arbitrage : Matthew Kreitzer | Spectateurs : 5 561 Arbitrage : Matthew Kreitzer |
| 19h05 EDT       | Rapport                             |         |                    | Spectateurs : 5 561 Arbitrage : Matthew Kreitzer | Spectateurs : 5 561 Arbitrage : Matthew Kreitzer |

##### Ouest
| 11 octobre 2015 | Energy FC d'Oklahoma City | 1 - 2   | LA Galaxy II            | Taft Stadium, Oklahoma City                   |                                               |
| 18h00 CDT       | Andrews 66e               | (0 - 2) | 7e Lassiter · 23e Auras | Spectateurs : 7 654 Arbitrage : Jaime Herrera | Spectateurs : 7 654 Arbitrage : Jaime Herrera |
| 18h00 CDT       | Rapport                   |         |                         | Spectateurs : 7 654 Arbitrage : Jaime Herrera | Spectateurs : 7 654 Arbitrage : Jaime Herrera |

#### Championnat USL 2015
| 16 octobre 2015 | Rhinos de Rochester | 2 - 1 a. p. | LA Galaxy II | Sahlen's Stadium, Rochester                  |                                              |
| 19h30 EDT       | Samuels 90+1e 113e  |             | 65e Lassiter | Spectateurs : 5 247 Arbitrage : Nima Saghafi | Spectateurs : 5 247 Arbitrage : Nima Saghafi |
| 19h30 EDT       | Rapport             |             |              | Spectateurs : 5 247 Arbitrage : Nima Saghafi | Spectateurs : 5 247 Arbitrage : Nima Saghafi |

| Vainqueur du USL Championship 2015 Rhinos de Rochester 1er titre |

## Affluences
Le tableau suivant recense les statistiques d'affluences pour chaque équipe, de la plus forte à la plus faible.
| Équipe                          | J   | Total     | Forte  | Faible | Moy.   |
| ------------------------------- | --- | --------- | ------ | ------ | ------ |
| Republic de Sacramento          | 14  | 158 516   | 11 442 | 10 906 | 11 323 |
| Louisville City FC              | 14  | 94 707    | 8 414  | 4 772  | 6 765  |
| Rhinos de Rochester             | 14  | 77 976    | 6 922  | 4 251  | 5 570  |
| Saint Louis FC                  | 14  | 68 388    | 5 662  | 4 004  | 4 885  |
| Roughnecks de Tulsa             | 14  | 65 999    | 8 335  | 3 189  | 4 714  |
| Real Monarchs                   | 14  | 65 770    | 13 979 | 1 001  | 4 698  |
| Energy d'Oklahoma City          | 14  | 64 895    | 6 847  | 3 133  | 4 635  |
| Battery de Charleston           | 14  | 57 113    | 5 638  | 3 026  | 4 080  |
| Kickers de Richmond             | 14  | 52 452    | 5 957  | 1 632  | 3 747  |
| Arizona United SC               | 14  | 46 254    | 6 108  | 1 884  | 3 304  |
| Aztex d'Austin                  | 14  | 45 171    | 5 146  | 1 439  | 3 227  |
| Timbers 2 de Portland           | 14  | 43 702    | 5 892  | 1 734  | 3 122  |
| Hammerheads de Wilmington       | 14  | 41 433    | 4 265  | 1 789  | 2 960  |
| Switchbacks de Colorado Springs | 14  | 38 121    | 3 823  | 2 012  | 2 723  |
| Riverhounds de Pittsburgh       | 14  | 36 817    | 4 297  | 995    | 2 630  |
| City Islanders de Harrisburg    | 13† | 33 673    | 4 741  | 1 652  | 2 590  |
| Sounders 2 de Seattle           | 14  | 31 100    | 2 951  | 1 789  | 2 221  |
| Independence de Charlotte       | 14  | 25 205    | 2 241  | 1 271  | 1 800  |
| Whitecaps 2 de Vancouver        | 14  | 23 545    | 3 208  | 1 106  | 1 682  |
| Blues d'Orange County           | 14  | 19 573    | 3 000  | 674    | 1 398  |
| LA Galaxy II                    | 13† | 12 602    | 1 817  | 507    | 969    |
| Red Bulls II de New York        | 14  | 8 334     | 1 028  | 191    | 595    |
| Toronto FC II                   | 13† | 6 233     | 986    | 50     | 479    |
| FC Montréal                     | 14  | 4 383     | 1 301  | 112    | 313    |
| Total                           | 435 | 1 496 493 | 24 376 | 58     | 3 439  |

† Aucune donnée n'est disponible pour trois rencontres.
Source : kenn.com et USL.

## Récompenses individuelles
| Trophée                            | Joueur          | Club                |
| ---------------------------------- | --------------- | ------------------- |
| Meilleur joueur (saison régulière) | Matt Fondy      | Louisville City FC  |
| Meilleur joueur (finale USL)       | Asani Samuels   | Rhinos de Rochester |
| Meilleur buteur                    | Matt Fondy      | Louisville City FC  |
| Meilleure recrue                   | Kharlton Belmar | Portland Timbers 2  |
| Meilleur défenseur                 | Bryan Burke     | Louisville City FC  |
| Meilleur gardien                   | Brandon Miller  | Rhinos de Rochester |
| Meilleur entraîneur                | Bob Lilley      | Rhinos de Rochester |

## Statistiques individuelles
| Rang | Joueur          | Club                            | Buts |
| ---- | --------------- | ------------------------------- | ---- |
| 1    | Matt Fondy      | Louisville City FC              | 22   |
| 2    | Danni König     | Energy FC d'Oklahoma City       | 21   |
| 3    | Rob Vincent     | Riverhounds de Pittsburgh       | 18   |
| 4    | Tan Long        | Arizona United SC               | 14   |
| 4    | Luke Vercollone | Switchbacks de Colorado Springs | 14   |
| 6    | Jason Yeisley   | Kickers de Richmond             | 13   |
| 7    | Kharlton Belmar | Portland Timbers 2              | 12   |
| 8    | Dane Kelly      | Battery de Charleston           | 11   |
| 8    | Ariel Lassiter  | LA Galaxy II                    | 11   |
| 10   | Miguel González | Switchbacks de Colorado Springs | 10   |
| 10   | Kevin Kerr      | Riverhounds de Pittsburgh       | 10   |
| 10   | Rodrigo López   | Republic FC de Sacramento       | 10   |
| 10   | Jason Plumhoff  | Harrisburg City Islanders       | 10   |

| Rang | Joueur          | Club                            | Passes |
| ---- | --------------- | ------------------------------- | ------ |
| 1    | Bryan Burke     | Louisville City FC              | 10     |
| 2    | Kevin Kerr      | Riverhounds de Pittsburgh       | 9      |
| 2    | Luke Vercollone | Switchbacks de Colorado Springs | 9      |
| 4    | Chad Bond       | Roughnecks de Tulsa             | 8      |
| 4    | Raúl Mendiola   | LA Galaxy II                    | 8      |
| 6    | Matt Fondy      | Louisville City FC              | 7      |
| 6    | Miguel González | Switchbacks de Colorado Springs | 7      |
| 6    | Jorge Herrera   | Independence de Charlotte       | 7      |
| 6    | Enzo Martinez   | Independence de Charlotte       | 7      |
| 6    | Lebogang Moloto | Riverhounds de Pittsburgh       | 7      |